# جهان‌آباد، بیهار
جهان‌آباد، بیهار (به انگلیسی: Jehanabad) یک منطقهٔ مسکونی در هند است که در شهرستان جهان‌آباد واقع شده‌است.

## خصوصیات
جهان‌آباد ۱۰۳٬۲۰۲ نفر جمعیت دارد.